# Malpertuis (Maastricht)
Malpertuis is een naoorlogse woonwijk in het westen van de Nederlandse stad Maastricht. Het is tevens een van de 44 officiële buurten binnen de gemeente Maastricht.

## Ligging en naamgeving
Malpertuis ligt op een licht geaccidenteerd terrein ten zuiden van de heuvel Caberg. De buurt is onderdeel van de wijk Maastricht-West en wordt begrensd door Malberg in het noordwesten, Oud-Caberg en Caberg in het noordoosten, Brusselsepoort in het zuidoosten en Pottenberg in het zuiden. De Via Regia is de belangrijkste uitvalsweg richting België en tevens de belangrijkste verbindingsweg met het centrum van Maastricht.
Malpertuis is genoemd naar de burcht Malpertuus van Reinaart de Vos uit het episch dierdicht Van den vos Reynaerde. Ook alle straten in de buurt Malpertuis zijn vernoemd naar figuren uit dit middeleeuwse verhaal.

## Geschiedenis

### Agrarisch gebied
Tot eind jaren 1950 bestond het gebied waar nu Malpertuis ligt uit landerijen, die merendeels bewerkt werden door boeren uit het nabije Oud-Caberg. Dit dorp is waarschijnlijk ontstaan tijdens de ontginningen in de Late Middeleeuwen. De eerste vermelding van Caberg stamt uit de 13e eeuw. Tot 1794 behoorde Caberg en omgeving tot de vrije rijksheerlijkheid Pietersheim. Na de komst van de Fransen werd Caberg ingedeeld bij de gemeente Lanaken. Bij de definitieve splitsing van Nederland en België in 1839 werd het opgenomen in de Nederlandse gemeente Oud-Vroenhoven. Deze gemeente werd op 1 januari 1920 door Maastricht geannexeerd. De eerste tientallen jaren na de annexatie gebeurde er weinig, maar in 1954 werd een uitbreidingsplan gepresenteerd waarin het gebied ten zuiden en ten westen van het dorp Caberg zou worden bebouwd.

### Bouw van de wijk
De bouw van Malpertuis, bestemd voor zo'n 5000 inwoners, vond plaats vanaf 1957 volgens plannen van de stedebouwkundige Frans Dingemans. Dingemans volgde daarbij de indertijd populaire 'wijkgedachte' of 'parochiefilosofie', zoals neergelegd in het Uitbreidingsplan in Hoofdzaken ("Plan West") uit 1954. De parochiefilosofie hield in dat een nieuwbouwwijk qua omvang en qua voorzieningen moest functioneren als een parochie, dat wil zeggen: de parochiekerk in het midden, daaromheen scholen, verenigingsgebouwen, winkels en andere voorzieningen, daaromheen woonwijken voor arbeiders en ambtenaren en aan de randen daarvan recreatiegebieden. In sommige gevallen kwamen er ook woonbuurten voor welgestelden of voor asocialen ('woonscholen'). In Malpertuis waren 69 woningen bestemd voor probleemgezinnen, afkomstig uit het te saneren Stokstraat- en Boschstraatkwartier. Volgens de woonschoolfilosofie zou de menging van bewoners leiden tot meer sociaal aangepast gedrag. Zoals in de meeste naoorlogse wijken in Maastricht bestond het overgrote deel van de woningvoorraad in Malpertuis uit huurwoningen.

### Buurtaanpak Caberg-Malpertuis
Malpertuis had tot eind 20e eeuw een zeer eenzijdig woningaanbod met meest kleine en verouderde huurwoningen. De sociale structuur in de wijk was vrij zwak. Om die reden besloten de gemeente Maastricht, de woningcorporaties Servatius en Woonpunt, en de buurtplatforms om via de zogenaamde "buurtaanpak Caberg-Malpertuis" een verbetering van het leefklimaat in deze buurten te realiseren. Vanaf 2006 zijn een aantal projecten uitgevoerd die het woningaanbod moesten diversificeren en de sociale structuur in de wijk moesten verbeteren. Aan de westkant van Malpertuis heeft op diverse plaatsen sloop en nieuwbouw plaatsgevonden. In 2014 is het nieuwe buurtpark Viegenpark tussen de twee buurten gerealiseerd. Ook voor de periode na 2019 is verdere sloop en nieuwbouw gepland (onder andere van het voormalige winkelcentrum in 2022-2023).
Anno 2022 ligt het inkomensniveau in Malpertuis nog steeds beneden het gemiddelde in Maastricht. De werkloosheid is er bovengemiddeld hoog, evenals het percentage bewoners dat afhankelijk is van een uitkering. Een meerderheid van de bewoners woont in een sociale huurwoning.

## Voorzieningen, recreatie, architectuur
Malpertuis bezat oorspronkelijk, geheel volgens de parochiegedachte, een kerk, drie lagere scholen (Aurelius, Ambrosius en Augustinus), een klein winkelcentrum met twintig winkels, en daaromheen een overzichtelijke woonwijk met gestapelde woningen en eengezinswoningen. De buurt heeft anno 2022 nog maar een beperkt aantal voorzieningen. Zo is er een bibliotheekfiliaal en een café met de opmerkelijke naam Café Randstad. De voormalige rooms-katholieke parochiekerk en het daaraan verbonden klooster doen sinds 2003 dienst als kantoor, opslag- en repetitieruimte van de stichting Opera Zuid. De buurt is per openbaar vervoer (stadsbus Arriva) goed bereikbaar.
Malpertuis ligt tussen twee parken: het Viegenpark en het Van de Vennepark In beide parken bevinden zich speeltuinen. In het Malbergse deel van het Van de Vennepark ligt Sportpark West.
De voormalige Onze-Lieve-Vrouw-van-Goede-Raadkerk is tussen 1964 en 1966 gebouwd naar een ontwerp van de Maastrichtse architect Jean Huysmans. De eenvoudige bakstenen muren van het gebouw zijn doorsneden door tientallen glas-in-loodramen van Albert Troost. Aan de Tibeertstraat ligt een wooncomplex bestaande uit vijf blokken met portieketageflats van Gerard Snelder uit 1958. Putepeel 1-21 is een hofje voor bejaarden, in hetzelfde jaar ontworpen door Theo Boosten. Beide complexen, evenals de voormalige kerk, zijn gemeentelijke monumenten. Een gemeentelijk monument van een geheel andere orde is de zogenaamde neutraliteitsbunker, die in 1939, kort voor het uitbreken van de Tweede Wereldoorlog, aan de Oude Bilserbaan / Via Regia, aan de rand van het huidige Van de Vennepark Noord, werd aangelegd, Het betreft een betonnen kazemat van het type S.

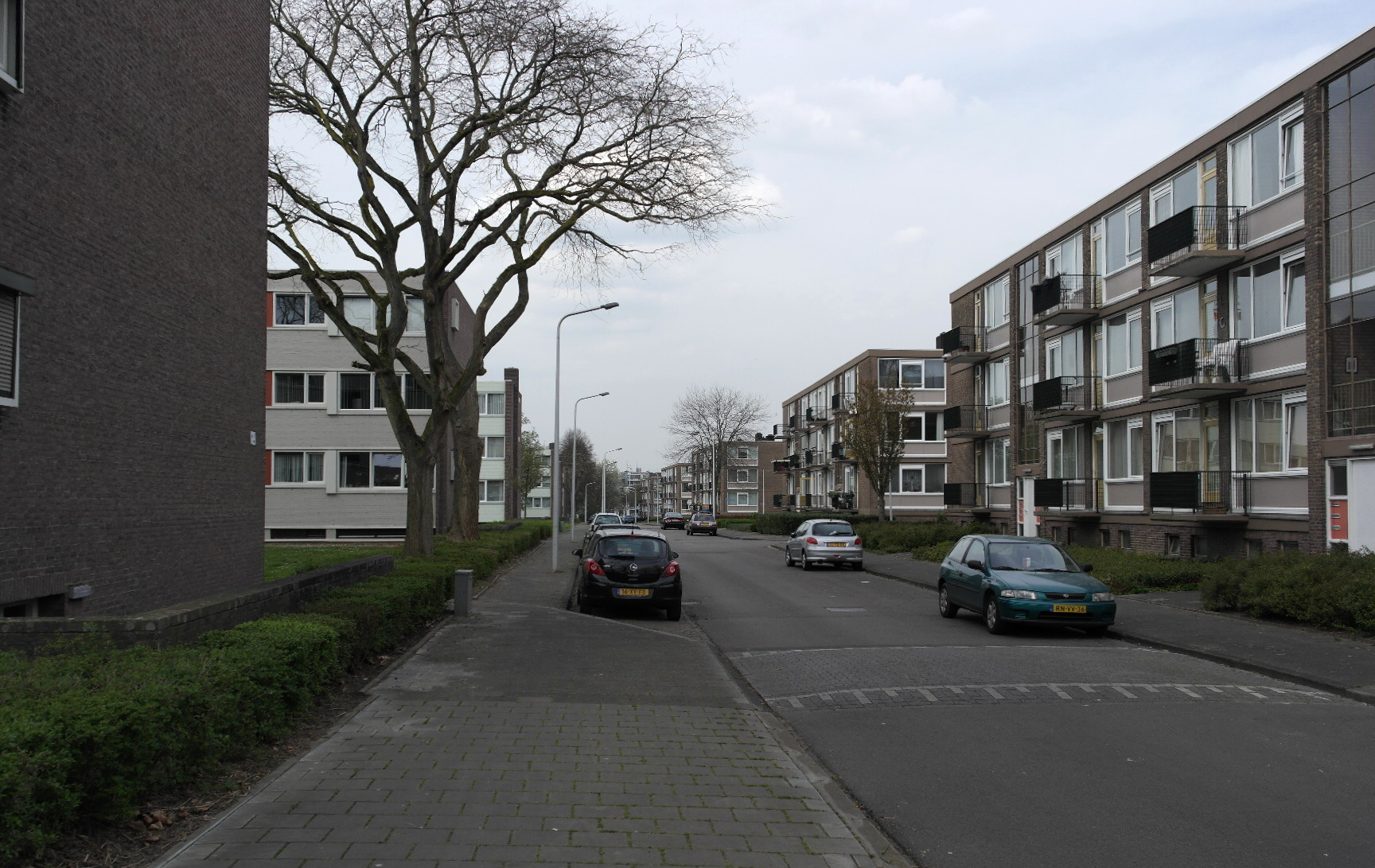
Gestapelde woningen
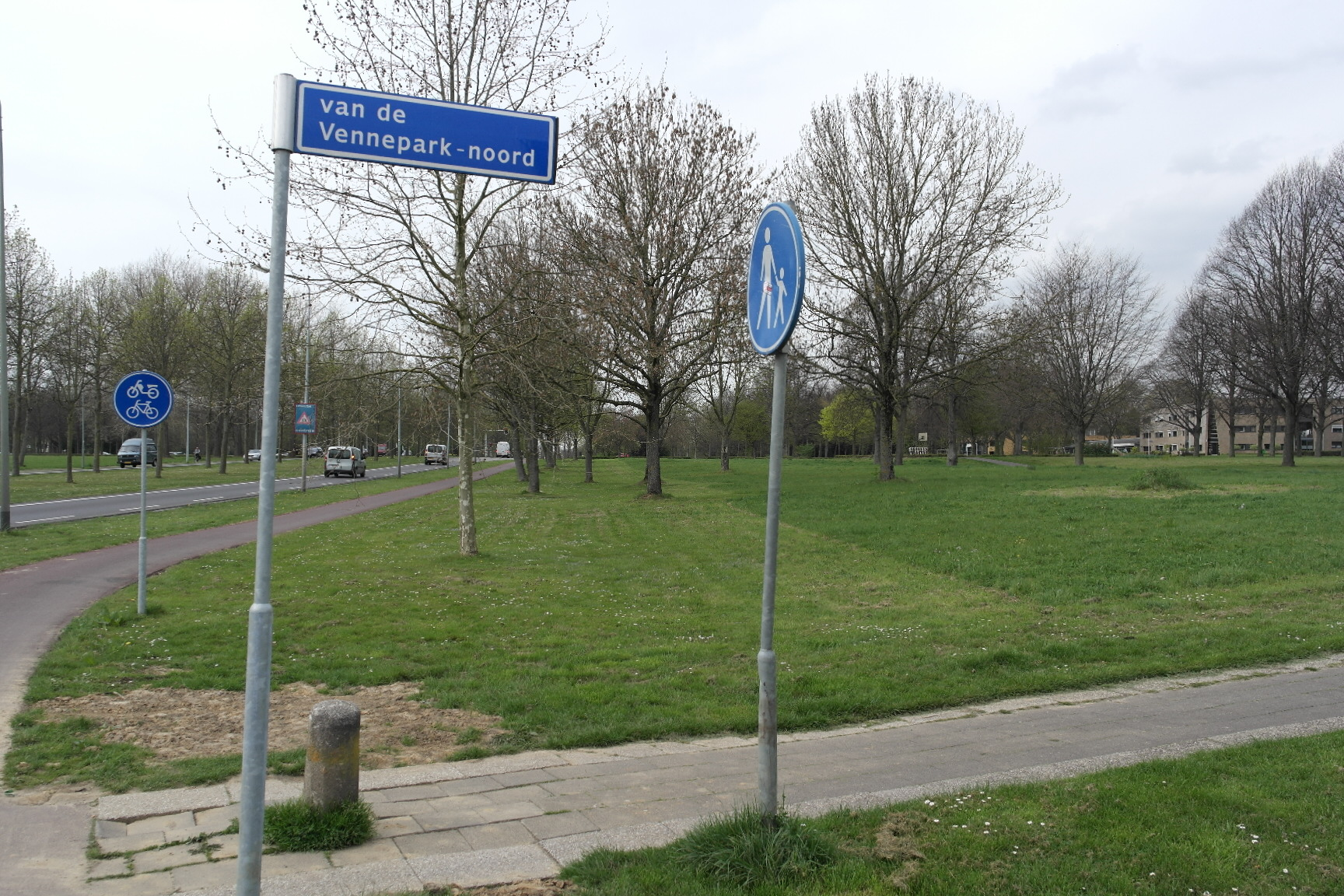
Van de Vennepark
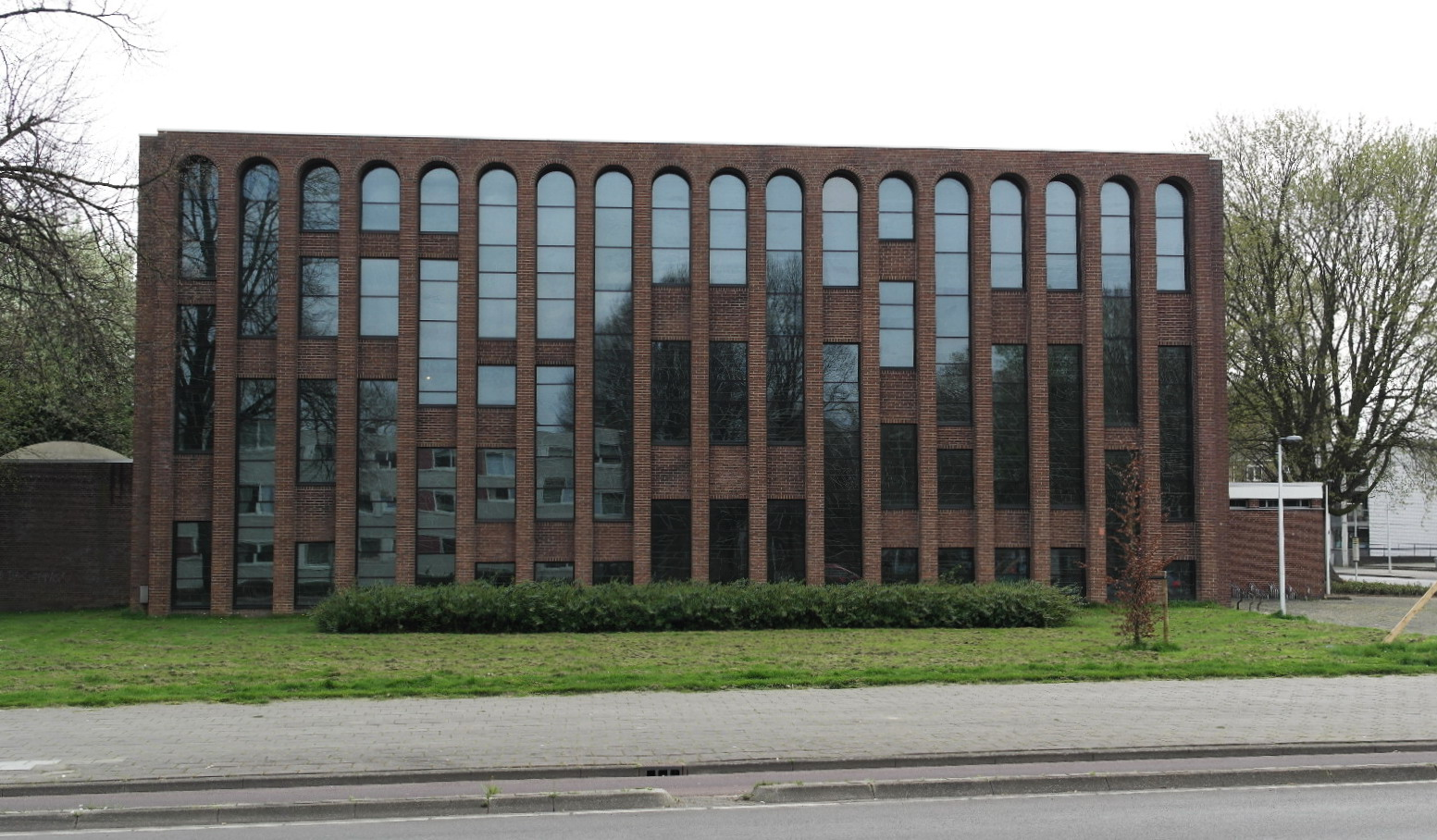
Façade voormalige parochiekerk
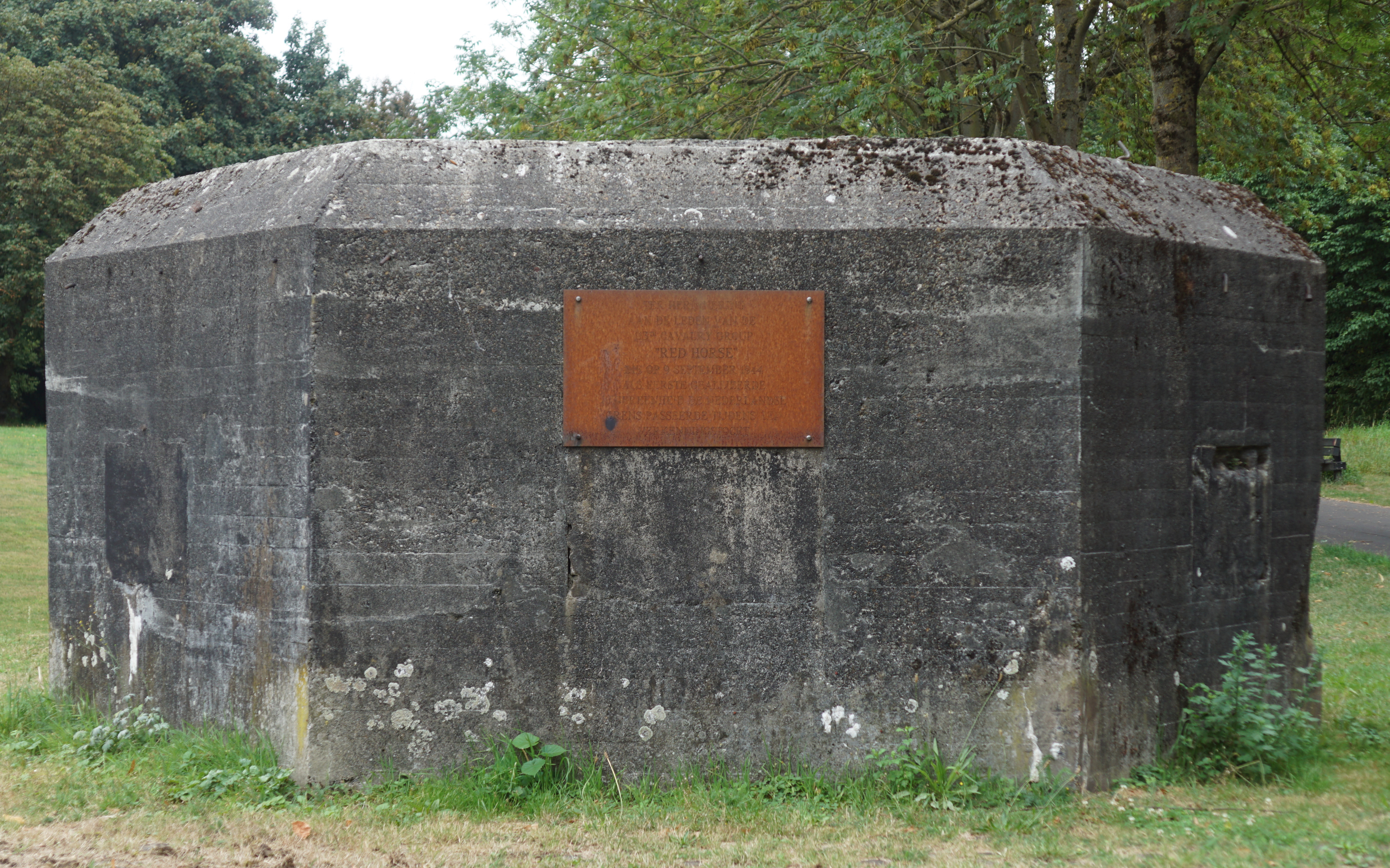
Neutraliteitsbunker